# Герман, Юрий Павлович
Ю́рий (Георгий) Па́влович Ге́рман (22 марта [4 апреля] 1910, Рига, Лифляндская губерния, Российская империя — 16 января 1967[…], Ленинград) — русский советский писатель, крупный мастер соцреалистической прозы, драматург и киносценарист; отец искусствоведа Михаила Германа и кинематографиста Алексея Германа-старшего. Лауреат Сталинской премии второй степени (1948).

## Биография
Родился 22 марта (4 апреля) 1910 года в Риге (ныне Латвия). Отец — Павел Николаевич Герман — был офицером русской армии, дослужившимся до штабс-капитана, мать — Надежда Константиновна Игнатьева, дочь поручика 177-го пехотного Изборского полка Константина Николаевича Игнатьева (делопроизводителя полкового суда, впоследствии штабс-капитана) — преподавательница русского языка. По семейной легенде, фамилия Герман появилась у дедушки писателя, который в младенчестве был подкинут в семью русского генерала, служившего в Польше. По словам сына Ю. П. Германа, кинорежиссёра Алексея Германа, она имела смысл «Божий человек» или «человек от Бога». Выйдя в запас в 1913 году, коллежский секретарь П. Н. Герман работал столоначальником Казённой палаты в Риге, а впоследствии счетоводом.
С отцом, офицером-артиллеристом, прошёл Гражданскую войну, окончил школу в Курске. Печатался с 1928 года, в 17 лет написал роман «Рафаэль из парикмахерской». Однако профессиональным литератором стал считать себя после выхода романа «Вступление» (1931), одобренного М. Горьким. В Ленинграде с 1929 года, учился в Техникуме сценических искусств.
В годы Великой Отечественной войны Ю. Герман служил писателем-литератором при отделе агитации и пропаганды Политического управления Северного флота в звании капитана административной службы и на Беломорской военной флотилии в качестве военного корреспондента ТАСС и Совинформбюро. Он всю войну пробыл на Севере. Из Архангельска часто вылетал в Мурманск, Кандалакшу, по несколько месяцев жил в Полярном, выезжал на ответственные участки фронта, посещал передовые позиции, ходил в походы на боевых кораблях Северного флота. Писатель подружился с журналистами «Правды Севера» и «Северной вахты», писал очерки и статьи для ТАСС, корреспонденции, заметки, и при этом ещё находил время для рассказов и повестей. За годы войны он написал несколько повестей («Би хэппи!», «Аттестат», «Студёное море», «Далеко на Севере») и пьес («За здоровье того, кто в пути», «Белое море»). За заслуги в годы Великой Отечественной войны награждён орденом Красной звезды. Член КПСС с 1958 года.
Автор исторического романа об эпохе Петра I «Россия молодая» (1952). По его повестям и рассказам поставлены кинофильмы А. Ю. Германа «Проверка на дорогах» и «Мой друг Иван Лапшин», фильмы «Торпедоносцы», «Дорогой мой человек», сериал «Россия молодая» и другие произведения.
В декабре 1963 года в составе группы режиссёров и актёров Ленфильма писатель посетил Париж, где гостил у своего двоюродного брата Константина Клуге. Второй раз Юрий Герман был в Париже уже тяжело больным, незадолго до своей смерти.
В 1936—1948 годах жил на Набережной реки Мойки, д. 25, в 1948—1967 годах — на Марсовом поле, д. 7 («Дом Адамини», мемориальная доска).
Умер 16 января 1967 года от лимфогранулематоза. Похоронен в Санкт-Петербурге на Богословском кладбище (уч. 59, Прямая дорожка).

## Творчество
Главные герои произведений Германа — чекисты (цикл рассказов о Ф. Э. Дзержинском «Железный Феликс», «Лапшин» и др.) и медики (пьесы о Н. И. Пирогове «Сын народа» и «Друг народа»; трилогия «Дело, которому ты служишь», «Дорогой мой человек», «Я отвечаю за всё», 1958—1965; др.). Прообразом главного героя романов «Дорогой мой человек», «Дело, которому ты служишь», «Здравствуйте, доктор!», а также «Повести о докторе Николае Евгеньевиче» послужил главный врач городской больницы Сестрорецка, ныне городская больница № 40 Санкт-Петербурга, Николай Евгеньевич Слупский (1899—1964).
После поездки на Карельский фронт, зимой 1942—1943, появилась на свет новая повесть Юрия Германа «Далеко на Севере», также написанная в дневниковой форме. Затем писателя увлекла тема проводки караванов. Ю. Герман написал пьесу, которая первоначально называлась «Конвой». Но потом автор изменил её название, и на архангельской сцене она шла под названием «За здоровье того, кто в пути». Прототипом главного героя этой пьесы стал друг писателя Гогитидзе — отважный и находчивый капитан транспортного судна. Когда его судно шло в составе каравана из США в Архангельск, самолёты люфтваффе напали на транспорт. Возник пожар, но Гогитидзе не растерялся: экипаж открыл орудийный и пулемётный огонь по вражеским самолётам и отогнал их, спасая ценный боевой груз. Премьера пьесы состоялась 23 февраля 1943 года — в 25-ю годовщину Красной Армии и Военно-Морского флота СССР.
В Архангельске Юрий Герман заинтересовался событиями Северной войны. Он находил время просматривать архивные материалы, прочитал немало книг о Петре I на Севере, о строительстве Новодвинской крепости, о Соломбальской и Вавчугской верфях, изучил культуру и быт Петровской эпохи. Он задумал написать пьесу о бесстрашном кормщике Иване Рябове, а впоследствии и роман о ратных подвигах моряков-северян в борьбе со шведами. На Севере он написал несколько очерков, увлекательно рассказывающих о зарождении русского морского флота и о его победах над шведами. В октябре 1943 года в кругу писателей и журналистов Юрий Павлович прочитал пьесу «У самого Белого моря». Перед слушателями, как живые, предстали Пётр Первый, лодейный кормщик Иван Рябов, строители и защитники Новодвинской крепости. Премьера пьесы, названной впоследствии «Белое море», состоялась на архангельской сцене в октябре 1944 года. Успех вдохновил писателя, и он приступил к работе над романом «Россия молодая». В мае и октябре 1945 года в газете «Правда Севера» были опубликованы его первые главы. В целом Герман писал это произведение 8 лет. Юрий Герман пробыл на Севере 4 года и всегда с добрым чувством вспоминал об этой поре. «Север, — говорил он, — обогатил меня как писателя».
В 1952 году Юрий Герман написал роман «Россия молодая». По этому роману впоследствии был поставлен многосерийный художественный фильм (реж. И. Я. Гурин). Впоследствии он создал роман-трилогию «Дело, которому ты служишь», посвящённую судьбе медика Владимира Устименко, его коллег и близких на фоне событий 1930—1950-х годов. Сокращённая фабула будущей трилогии легла в основу сценария художественного фильма «Дорогой мой человек». В трилогии нашёл художественное воплощение опыт автора, полученный во время службы на Северном флоте в годы войны. Многие страницы второй книги трилогии раскрывают героизм северных моряков, ходивших в конвоях. Один из ярких эпизодов книги, которая создана на основе подлинных фактов, — история гибели английского лётчика. Личные впечатления писателя от дружеских встреч с членами экипажей судов транспортного флота (большинство в них составляли архангельские моряки-поморы) дали материал для некоторых художественных образов книги. Заключительная часть трилогии — «Я отвечаю за всё» — была опубликована в 1964 году. Юрий Герман заканчивал её, будучи смертельно больным.

## Работа в кино
В 1936 году совместно с режиссёром Сергеем Герасимовым работал над сценарием кинофильма «Семеро смелых». В 1937—1938 годах писатель написал повести «Лапшин» и «Жмакин». Через много лет Юрий Герман вернулся к своим ранним повестям и объединил их в большой роман «Один год». Образы Лапшина и Жмакина сопровождали Германа всю жизнь. Они возникли вновь в сценарии к кинофильму «Верьте мне, люди» (1964). Экранизацию повести «Лапшин» её автор, режиссёр Алексей Герман, сын писателя, назвал «Мой друг Иван Лапшин». В последние годы жизни Юрий Герман был членом художественного совета киностудии «Ленфильм».

## Семья
- Первая жена (1928—1930) — Софья Александровна Хенкина (1910—1994), секретарь журнала «Звезда», младшая сестра фотографов Евгения и Якова Хенкиных; племянница народного артиста РСФСР Владимира Хенкина и артиста эстрады Виктора Хенкина; двоюродная сестра писателя и журналиста Кирилла Хенкина[12][13].
- Вторая жена (1930—1936) — Людмила Владимировна Рейслер (1904—1985).
  - Сын — искусствовед Михаил Юрьевич Герман (1933—2018).
- Третья жена (с 1936 года) — Татьяна Александровна Риттенберг (1904—1995), первым браком замужем за сценаристом Н. А. Коварским.
  - Сын — кинорежиссёр Алексей Юрьевич Герман (1938—2013).
    - Внук — кинорежиссёр и сценарист Алексей Алексеевич Герман (род. 1976).

## Сочинения
| - «Рафаэль из парикмахерской» М., ОГИЗ; Молодая гвардия, 1931 - «Вступление» Л., Издательство писателей, 1931 - «Бедный Генрих» Л., Молодая гвардия, 1934 - «Наши знакомые» Л., Молодая гвардия, 1936 - «Один год» Л., Советский писатель, 1960 - «Россия молодая» М., Молодая гвардия, 1952 - «Подполковник медицинской службы», 1949 - «Дело, которому ты служишь» Л., Советский писатель, 1958 - «Дорогой мой человек» Л., Советский писатель, 1962 - «Я отвечаю за всё» Л., Советский писатель, 1965 - Сын народа. — Л.—М.: Искусство, 1939 - Сёстры. — Л.—М.: Искусство, 1940 - Тёмной осенней ночью. — Л.—М.: Искусство, 1951 - За тюремной стеной. — Л.—М.: Искусство, 1957 | - 1936 — Семеро смелых - 1939 — Доктор Калюжный - 1941 — Боевой киносборник № 2 (новелла «Один из многих») - 1947 — Пирогов - 1951 — Свет в Коорди - 1951 — Белинский - 1955 — Дело Румянцева - 1958 — Дорогой мой человек - 1958 — Сыновья идут дальше - 1963 — День счастья - 1964 — Верьте мне, люди - 1963 — Дай лапу, Друг! - 1968 — Наши знакомые - 1963 — Слуша-ай!.. — телефильм по мотивам рассказов о Феликсе Дзержинском - 1977 — Садись рядом, Мишка! — фильм-драма по автобиографической повести «Вот как это было» - 1981 — Россия молодая — 9-серийный телефильм по одноимённому роману - 1981 — Торпедоносцы — фильм по повести «Здравствуйте, Мария Николаевна» - 1981 — Мой друг Иван Лапшин — криминальная драма по повести «Лапшин» - 1985 — Проверка на дорогах — по повести «Операция „С Новым годом!“» (фильм был снят в 1971 году под названием, одноимённым с повестью; в прокат вышел только в 1986 году и в титрах годом съёмки указан 1985) |

## Награды и премии
- Сталинская премия второй степени (1948) — за сценарий кинокартины «Пирогов» (1947)
- орден Трудового Красного Знамени (31.01.1939)
- орден Красной Звезды (10.11.1944)
- медали